# Klaus Bongartz
Klaus Bongartz (* 1949 in Koblenz) ist ein deutscher Mathematiker, der sich mit der Darstellungstheorie endlich-dimensionaler Algebren befasst. Er war bis 2014 Professor an der Bergischen Universität Wuppertal.

## Leben und Werk
Bongartz studierte 1968 bis 1974 Mathematik an der Universität Mainz und der Universität Bonn und ging danach als Assistent an die Universität Zürich, an der er 1978 bei Pierre Gabriel promoviert wurde (Darstellungen der projektiven linearen Gruppe in Charakteristik 2). 1982 habilitierte er sich an der Universität Zürich. Von 1985 bis 2014 war er Professor in Wuppertal.
Er befasste sich neben der Darstellungstheorie von Algebren auch mit Parkettierungen in der Diskreten Mathematik.

## Schriften
- mit Pierre Gabriel: Covering spaces in representation-theory, Inventiones Mathematicae, Band 65, 1981/82, 331–378
- Treue einfach zusammenhängende Algebren I, Comm. Math. Helv., 57, 1982, 282–330
- Critical simply connected algebras, Manuscripta Mathematica, 46, 1984, 117–134
- A criterion for finite representation type, Mathematische Annalen, 268, 1984, 1–12
- Indecomposables are standard, Comm. Math. Helv., 60, 1985, 400–410
- Indecomposables live in all smaller lengths, J. Representation Theory, 17, 2013, 199–225,  Arxiv
- Indecomposables over representation-finite algebras are extensions of an indecomposable and a simple, Mathematische Zeitschrift, 187, 1984, 75–80
- mit Walter Borho, Detlef Mertens, Andreas Steins: Farbige Parkette: Mathematische Theorie und Ausführung mit dem Computer, Birkhäuser, Mathematische Miniaturen 1988